# Maryja Adamiejka
Maryja Uładzimirauna Adamiejka (biał. Марыя Уладзіміраўна Адамейка, ros. Мария Владимировна Адамейко, Marija Władimirowna Adamiejko; ur. 20 maja 1929 w Dniepropetrowsku, zm. 13 czerwca 1990) – białoruska śpiewaczka, solistka Państwowego Chóru Ludowego Białorusi.

## Życiorys
Urodziła się 20 maja 1929 roku w Dnieprze, w Ukraińskiej SRR, ZSRR. Od 1952 roku była solistką w Państwowym Chórze Ludowym Białorusi. Wykonywała żartobliwe białoruskie piosenki i przyśpiewki ludowe – solo i w duecie z Hanną Audziejenką.

## Odznaczenia
- Zasłużona Artystka Białoruskiej SRR (1963)[1].